# Odivelas (stacja metra)
Odivelas – stacja metra w Lizbonie, na linii Amarela. Oddana została do użytku w dniu 27 marca 2004 wraz ze stacjami Senhor Roubado, Ameixoeira, Lumiar i Quinta das Conchas w ramach rozbudowy tej linii do Odivelas.
Stacja ta znajduje się pomiędzy ulicami Prof. Doutor Egas Moniz, José Gomes Monteiro i Almeida Garrett, obsługując część Odivelas i umożliwia dostęp do Klasztoru São Dinis. Projekt architektoniczny jest autorstwa Paulo Brito da Silva i Álvaro Lapy. Podobnie jak najnowsze stacje metra w Lizbonie, jest przystosowana do obsługi pasażerów niepełnosprawnych.